# Серіка
37° пн. ш. 111° сх. д. / 37° пн. ш. 111° сх. д.

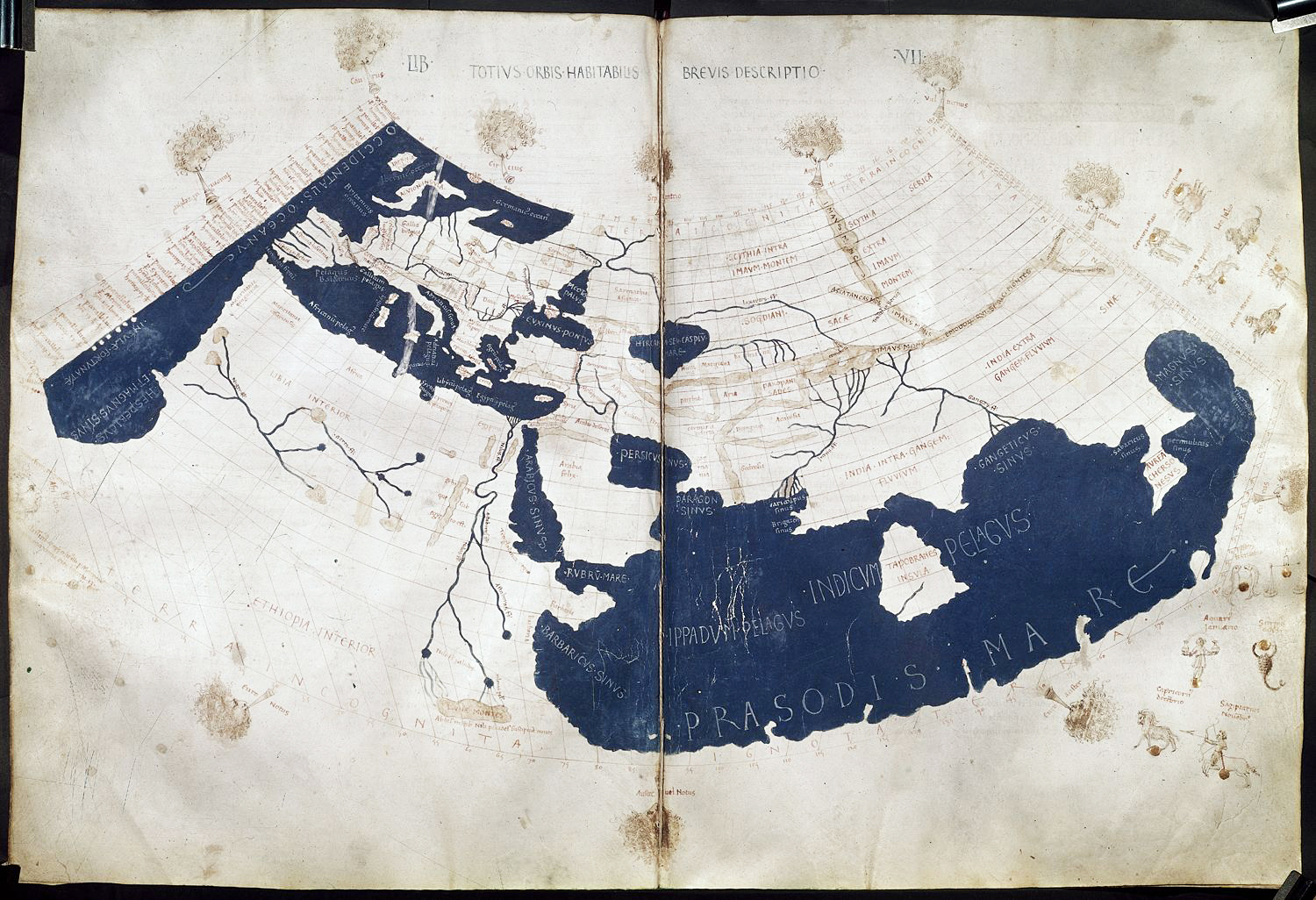
На мапі Птолемея Серіка знаходиться на крайньому північному сході

Се́ріка, також Серес (від гр. Σῆρες — власне, «країна шовку» від кит. 絲, sī — шовк) — назва в античних джерелах частини Північного Китаю в епоху династій Чжоу, Цінь і Тан, до якої можна було потрапити наземним Великим шовковим шляхом на противагу до топоніму «Сіне, Хіне», куди прямували морським шляхом. Подібне топонімічне розрізнення збереглося і в середньовіччі між катай (північ) та манґі, хіна (південь). Серіку населяв народ серес (дав.-гр. Σῆρες), ця назва також вживалася для всього регіону. Доступ до Серіки був полегшений після завоювання династією Хань Таримського басейну (зараз Сіньцзян-Уйгурський автономний район). Після завоювання Парфянського царства сасанідами потрапити в Серіку стало дуже складно.
Деякі науковці припускають, що серес були не китайським етносом, а племенами, які розмовляли індоєвропейськими мовами і торгували з індійськими народами, такими як Юечжі, саки і тохари.